# Young Justice: Legacy
Young Justice: Legacy é um videogame de ação-aventura desenvolvido por Freedom Factory Studios e publicado por Little Orbit. Foi lançado em novembro de 2013 para Nintendo 3DS, Microsoft Windows, PlayStation 3 e Xbox 360 . O jogo é baseado na série de televisão animada Young Justice, e ocorre no intervalo de cinco anos entre a primeira e segunda temporada. Foi desenvolvido em colaboração com os escritores da série, Greg Weisman e Brandon Vietti e originalmente haviam planos para lancar o jogo em Nintendo DS, Wii e Wii U tambem, mas os desenvolvedores anunciaram que essas versões foram canceladas devido a problemas de qualidade e pouco interesse de varejistas.
O jogo é um RPG de ação em qual o jogador cria um esquadrão de heróis e joga como vários personagens ao lado de membros da Liga da Justiça . Young Justice: Legacy suporta modos single-player e multiplayer de jogo.

## Jogabilidade
Jogadores podem selecionar três membros de uma lista de doze personagens da série Young Justice para jogar em um dos quinze níveis. Tambem pode se alternar o controle entre os três personagens ativos dentro de um nível. A cada personagem está disponível um conjunto único de habilidades especiais, que podem ser usadas durante o curso de um nível, além de seus certos pontos fortes a fracos que definem seu papel em combate. Personagens e suas habilidades aumentam de nível à medida que progridem pelas missões. Todos os personagens também têm pelo menos três trajes que os mudam a aparência e jogabilidade. Além disso, o jogador pode comprar equipamentos e upgrades de Tornado Vermelho e treinar com a Canário Negro. Em certas missões, o jogador luta com a assistência de membros da Liga da Justiça, como Superman, Lanterna Verde, Aquaman e Batman. O jogo também possui vários modos destraváveis, nos quais jogadores recebem tarefas a cumplir.

## Personagens
Young Justice: Legacy oferece doze personagens jogáveis, quatro personagems para download, doze vilões, incluindo um vilão exclusivo ao videogame, e vários personagens não jogáveis.
| Personagens jogáveis                              | Personagens jogáveis                                              | Personagens jogáveis                              | Personagens jogáveis                                        |
| ------------------------------------------------- | ----------------------------------------------------------------- | ------------------------------------------------- | ----------------------------------------------------------- |
| - Asa Noturna - Aqualad - Artemis - Kid Flash     | - Robin - Miss Marte - Superboy - Tempestade                      | - Zatanna - Mutano - Foguete - Batgirl            | - Moça Maravilha a - Abelha a - Lacustre a - Besouro Azul a |
| Vilões                                            |                                                                   |                                                   |                                                             |
| - Bane - Arraia Negra - Arrasa-Quarteirão - Lince | - Geada Jr. - Crystal Frost - Klarion - Lex Luthor                | - Psimon - Charada - Mestre dos Esportes - Tiamat |                                                             |
| Personagens não jogáveis                          |                                                                   |                                                   |                                                             |
| - Aquaman - Aquagirl - Batman - Canário Negro     | - Helena Sandsmark - Lanterna Verde - Tornado Vermelho - Superman |                                                   |                                                             |

↑a   Conteúdo disponível para download

## Áudio

### Elenco de voz
- Jesse McCartney como Asa Noturna
- Verão Cree como Aquagirl, Foguete
- Stephanie Lemelin como Artemis, JL Computer
- Khary Payton como Aqualad, Arraia Negra
- Jason Spisak como Kid Flash, Mutano, Charada
- Danica McKellar como Miss Marte, Batgirl
- Nolan North como Superboy, Superman
- Lacey Chabert como Zatanna
- Cameron Bowen como Robin
- Yuri Lowenthal como Tempestade, Geada Jr., Lacustre
- Masasa Moyo como Abelha
- Mae Whitman como Moça Maravilha, Dra. Helena Sandsmark
- Phill LaMarr como Aquaman
- Bruce Greenwood como Batman
- Jeff Bennett como Tornado Vermelho, Psimon
- Kevin Michael Richardson como Lanterna Verde
- Eric Lopez como Besouro Azul, Bane
- Mark Rolston como Lex Luthor, Arrasa-Quarteirão
- Kelly Hu como Lince
- Vanessa Marshall como Canário Negro, Crystal Frost
- Nick Chinlund como Mestre dos Esportes
- Thom Adcox como Klarion
- Dee Bradley Baker como Teekl, Tiamat

## Desenvolvimento
Young Justice: Legacy foi originalmente programado para lançamento em fevereiro de 2013, no Nintendo DS, Microsoft Windows, PlayStation 3, Wii e Xbox 360. O jogo também teria o time original de personagens da primeira temporada, mas após a estréia da segunda temporada, foi alterada a programação. O jogo foi adiado, primeiro até setembro e depois a novembro de 2013, para Nintendo 3DS, Microsoft Windows, PlayStation 3, Wii U e Xbox 360, sem menção nos anúncios de atraso de uma versão de Nintendo DS ou de Wii.
Muitos dos atrasos iniciais resultaram de incerteza na produção. Na fase de pré-produção, do final de 2011 ao final de 2012, o desenvolvimento do jogo alternou entre o ramo de desenvolvimento interno da Little Orbit (Game Machine), o contratante em Madri (Freedom Factory) e um estúdio satélite em Melbourne (Game Machine). Quando os problemas iniciais de qualidade e as responsabilidades do desenvolvedor foram resolvidos, o jogo foi completo.
Em 3 de abril de 2013, Namco Bandai Games anunciou que estava em parceria com Little Orbit Games para distribuir o jogo na Europa e no Oriente Médio.
Em 3 de agosto de 2013, foi anunciado na página oficial do Facebook do jogo que seria adiado para o Windows e todas as plataformas da Nintendo até novembro de 2013, enquanto o lançamento continuaria conforme com a programação original para o console Wii. O anúncio dizia que as versões para Nintendo do jogo "tem a mesma história de Brandon e Greg e usarão a mesma arte, mas terão seu próprio estilo de combate para melhor se aproveitar de seus controles únicos", também observando que "o desenvolvimento está um pouco atrás, então a data oficial de lançamento foi adiada até novembro".
Em 27 de outubro de 2013, foi anunciado que, devido a vários fatores, incluindo problemas com a qualidade e falta de suporte de varejistas, a Little Orbit precisou cancelar as versões Wii e Wii. As versões Xbox 360, PS3, 3DS e Windows foram lançadas como foi planejado.

## Recepção
O jogo recebeu críticas negativas.
IGN avalio como um 4.8, concluindo: "Young Justice: Legacy é um apático RPG de ação baseado em esquadrões que desperdiça seu potencial heróico".